# Dumes
Dumes (pronunciació francesa: [dym]; occità: Dume) és un municipi del departament de les Landes a la regió de Nova Aquitània, al sud-oest de França.